# Орбита Лиссажу
Орбита Лиссажу — квазипериодическая орбитальная траектория, по которой тело может двигаться вокруг точки Лагранжа в рамках задачи трёх тел без включения двигателей. Орбиты Ляпунова вокруг точек Лагранжа являются кривыми, лежащими в одной плоскости с двумя главными телами в системе трёх тел. Орбиты Лиссажу, напротив, включают участки как в этой плоскости, так и в перпендикулярной к ней, и следуют кривым Лиссажу. Гало-орбиты также включают компоненты в перпендикулярной плоскости, но гало-орбиты, в отличие от орбит Лиссажу, являются периодическими.
На практике, любая орбита вокруг точек Лагранжа L1, L2, L3 динамически неустойчива, и малые возмущения орбиты со временем возрастают. В результате космический аппарат должен включать двигатели для коррекции орбиты. В отсутствие других воздействий орбиты вокруг точек L4 и L5 (при отношении масс главных тел более 25) устойчивы, причём в случае возникновения отклонений от траектории возникает сила, возвращающая тело на орбиту вблизи точки Лагранжа. Такие орбиты могут всё же быть выведены из состояния устойчивости при наличии поблизости других массивных тел. Было выявлено, что точки L4 и L5 в системе Земля-Луна будут устойчивы в течение миллиардов лет даже при учёте возмущений от Солнца; но при учёте возмущений от планет орбиты вокруг этих точек могут существовать только в течение нескольких миллионов лет.

## Космические аппараты, использующие орбиты Лиссажу
Несколько космических миссий используют орбиты Лиссажу:
ACE в точке Лагранжа L1 системы Солнце-Земля,SOHO в точке Лагранжа L1 системы Солнце-Земля, DSCOVR в точке Лагранжа L1 системы Солнце-Земля, WMAP в точке Лагранжа L2 системы Солнце-Земля и космический аппарат Genesis, исследовавший солнечные частицы, в точках Лагранжа L1 и L2.
14 мая 2009 года Европейское космическое агентство (ЕКА) осуществило запуск обсерваторий Herschel и Planck, находящихся на орбитах Лиссажу вокруг точки L2 системы Солнце-Земля. Миссия Gaia также использует орбиту Лиссажу вокруг точки L2 системы Солнце-Земля.
В 2011 году НАСА перевело два из аппаратов THEMIS с орбиты вокруг Земли на орбиту вокруг Луны через две орбиты Лиссажу вокруг точек L1 и L2 системы Земля-Луна. Китайский лунный модуль Чанъэ-2 8 июня 2011 года покинул лунную орбиту и был переведён на орбиту Лиссажу вокруг точки L2 системы Солнце-Земля до середины 2012 года, после чего модуль отправился к астероиду (4179) Таутатис.

## Появления в литературе
В научно-фантастическом романе 2005 года «Солнечная Буря» Артура Кларка и Стивена Бакстера в космосе построен огромный щит для защиты Земли от смертельной солнечной бури. Там описано, что щит находился на орбите Лиссажу на L1. В этой истории группа богатых и могущественных людей прячется напротив щита на L2, чтобы быть защищенным от солнечной бури щитом, Землей и Луной.